# Букмейкър Рейтинги
“Букмейкър Рейтинги“ (съкратено БР) – българска версия на международно аналитично онлайн издание, основано през 2012 година. Компанията помага на играчите в сферата на онлайн залозите, приемайки жалби и действайки като арбитър в споровете им с букмейкърите. Резултатът е милиони върнати на играчите. Букмейкър Рейтинги публикува новини, анализи, интервюта и спортни прогнози. Основател е Паруйр Шахбазян, а първата версия е на руски език. Букмейкър Рейтинги става известен на обществеността за първи път през 2012 година, след като публикува информация за евентуална договорка в мач от руския шампионат по футбол между Химки и Петротрест. Впоследствие УЕФА се заема и разследва случая.
Компанията изготвя стотици безпристрастни ревюта на букмейкъри, които актуализира ежедневно. БР има независима рейтингова система, по която оценява всеки букмейкър въз основа на точни и ясни критерии (Надеждност, Удобство на плащане, Пазари преди мач, Поддръжка, Пазари на живо, Бонуси и промоции, Коефициенти).
Днес „Букмейкър Рейтинги“ е достъпен на няколко езика, а компанията вече включва група от уебсайтове и други IT проекти в сферата на спорта, групирани под шапката на BR Lab. Общо сайтовете на компанията имат средно над 1.5 милиона преглеждания на месец и около 400 000 уникални посетители.
През 2017 година стартира и Букмейкър Рейтинги на български език, съставен от екип от специалисти, натрупали опит през годините. През 2018 година българската версия на Букмейкър Рейтинги започва рубрика „Трибуна“, в която всеки потребител може да публикува своята прогноза за определено спортно събитие.
Сайтът има и раздели за новини, бонуси на букмейкъри, Wiki страница и други. БГ-версията на „БР“ има канали в Youtube, Twitter, страница във Facebook.

## Екип от експерти
Част от екип на Букмейкър Рейтинги са екип от експерти – в това число дългогодишният телевизионен футболен коментатор Борис Касабов, радио и телевизионният водещ Ники Александров – един от най-популярните гласове на Дарик радио и един от първите коментатори на Шампионска лига в България, Георги Драгоев – дългогодишен коментатор на английски футбол в каналите на Диема, легендарният треньор, извел Левски до последната шампионска титла през 2009 година Емил Велев, бившата №5 в световния женски тенис Анна Чакветадзе, световният шампион по бокс Николай Валуев и други.

## Изследване на Букмейкър Рейтинги
През месец април 2020 година Букмейкър Рейтинги направи свое мащабно изследване на пазара на индустрията на спортните залози в България. То съдържа анализ на сферата на залаганията в страната, участниците в нея – компании и клиенти, както и отраслови тенденции.
Част от доклада на Букмейкър Рейтинги представлява:
– Най-сериозен интерес към футболно първенство в Европа (в %)
– На какво най-много залагат жените
– Кои футболни пазари предпочитат българите
– Разпределение на залозите по градове

## Награди
Betting Awards 2015 - Победител в номинацията „Най-добър интернет портал за спортни залози“
Betting Awards 2016 - Победител в номинацията „Най-добър интернет портал за спортни залози“
iGB Affiliate Awards 2017 - Номиниран за награда в номинацията „Най-добър чуждоезичен сайт“